# Andrew McNaughton
Andrew George Latta McNaughton (Moosomin, 25 febbraio 1887 – Montréal, 11 luglio 1966) è stato un generale, politico e scienziato canadese.

## Biografia
Prese parte alla prima guerra mondiale battendosi nel Corpo Canadese di artiglieria pesante. Nel dopoguerra si dedicò a studi scientifico-militari e fu uno degli inventori degli antesignani del radar. Dal 1929 al 1935 fu capo di Stato Maggiore Generale canadese e poi fu nominato presidente del Consiglio Nazionale delle Ricerche, carica che resse fino al 1939. All'inizio della seconda guerra mondiale rientrò nella carriera militare, assumendo il comando della Prima Divisione canadese, trasferendosi in Europa e organizzando la partecipazione del dominio canadese alla guerra. Risultato del suo lavoro fu la creazione della Prima armata canadese, che si batté su molti fronti europei.
Nel settembre 1944 rientrò in Canada e dal novembre dello stesso anno fino all'agosto 1945 assunse la delicata carica di ministro della Difesa. Si ritirò dalla politica dopo le elezioni che videro la sua mancata elezione al Parlamento. Tra il 1948 e il 1949 fu ambasciatore canadese presso le Nazioni Unite.